# Xian JH-7
El Xian JH-7 (designación OTAN: Flounder), también conocido como FBC-1 Flying Leopard para exportación. Es un cazabombardero de diseño bimotor y biplaza, grande, pesado y de largo alcance, con gran capacidad para transportar armas y combustible, capacidad de ataque a tierra y ataque naval; construido en forma independiente por China, en servicio con la Fuerza Aérea Naval de la Armada del Ejército Popular de Liberación (PLANAF), como un avión de ataque naval de base en tierra, y en la Fuerza Aérea del Ejército Popular de Liberación (PLAAF), como un avión de ataque profundo.
Los primeros JH-7 se entregaron al PLANAF a mediados de la década de 1990 para su evaluación, y el JH-7A mejorado entró en servicio en 2004.

## Desarrollo

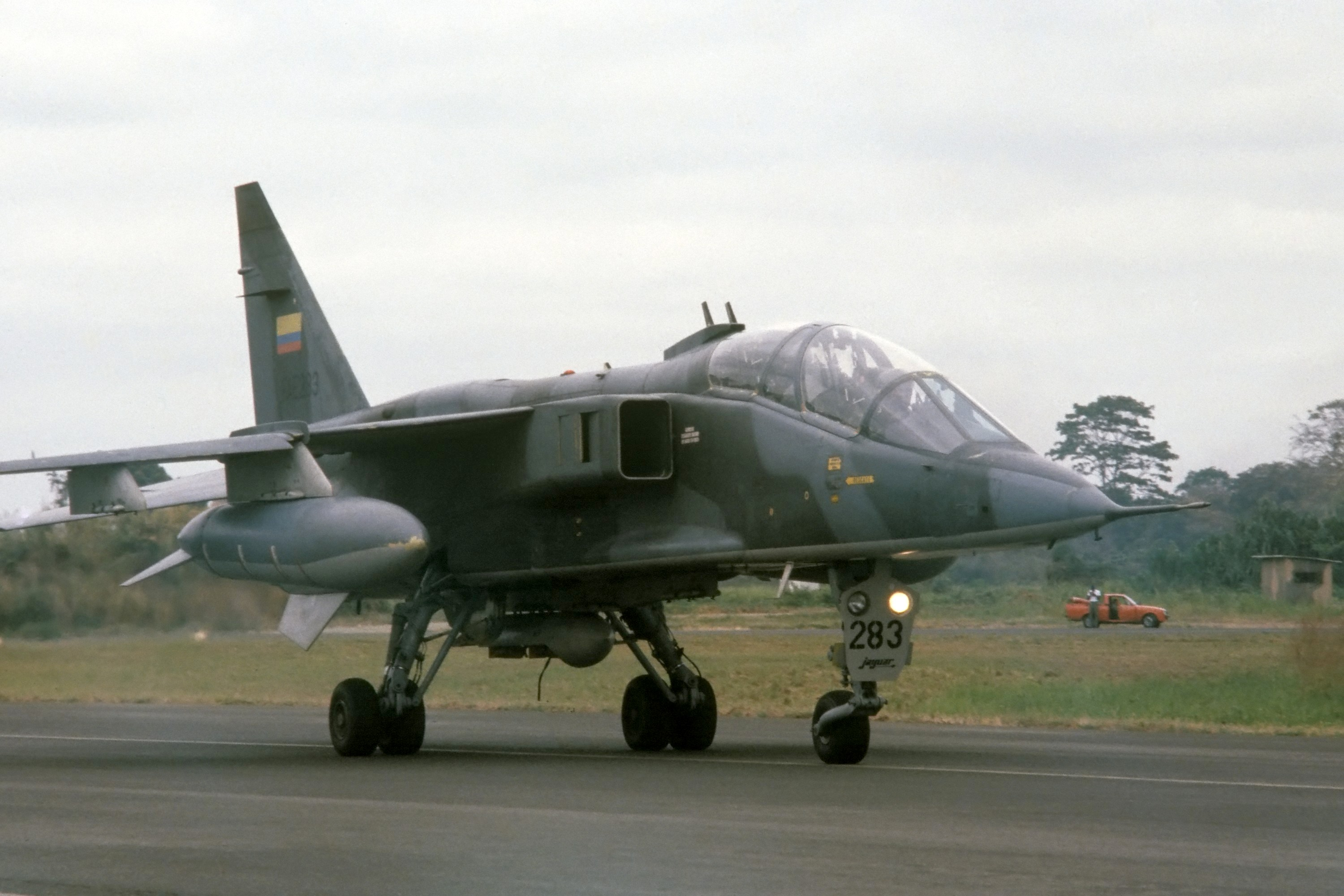
Un biplaza Jaguar EB, de diseño muy parecido al Xian JH-7.

El moderno cazabombardero JH-7, es un potente avión de ataque supersónico, grande y pesado, bimotor y con doble cabina, de largo alcance, totalmente diseñado y fabricado en China, con una configuración de "Ala alta" en flecha y elevadores traseros bajos, como el caza bimotor, biplaza y pesado de largo alcance Mikoyan MiG-31 fabricado en la Unión Soviética, que fue enviado a China para pruebas de vuelo; el avión de ataque ligero y bimotor SEPECAT Jaguar de Inglaterra; el caza Mirage F-1 de Francia y el proyecto de un avión de ataque ligero de Yugoslavia el Soko J-22 Orao, de los que parece estar inspirado para su construcción.

### JH-7 Flying Leopard I (1970-1995)
El desarrollo del nuevo bombardero supersónico JH-7 Leopardo Volador, se debió a la necesidad de la aviación militar y naval de China, de reemplazar a los anteriores aviones de ataque H-5 (IL-28 Beagle fabricados bajo licencia) y los Q-5, que son aviones ligeros de ataque a tierra, diseñados a partir del J-6, versión local del Mikoyan-Gurevich MiG-19, que pertenecían a otra generación y ya no estaban al mismo nivel de la moderna Fuerza Aérea occidental.
En 1973, se dieron a conocer los primeros requerimientos oficiales y las especificaciones, para diseñar el e.d. avión de ataque totalmente fabricado en China, este nuevo bombardero debía ser de una generación más moderna, con gran alcance, biplaza y más pesado. Debía tener capacidad de ataque todo tiempo, vuelo nocturno, un alcance de combate y radio de acción de más de 800 km, y una velocidad máxima de 1800km/h (Mach 1,5), con 5 pilones de carga de armas (4 bajo las alas y uno central bajo el fuselaje), y una gran capacidad de carga de combate, de entre 3 a 5 tn. de armas, para lanzar bombas de caída libre y misiles navales antibuque de largo alcance, que son de mayor tamaño.
El consorcio XAC (Xi'an Aircraft Corporation) y el Instituto 603, de estudios aeronáuticos y militares de Defensa del Pueblo, se encargaron del desarrollo de esta aeronave de ataque profundo, de gran tamaño y capacidad, relativamente nueva en el inventario de China y poco conocida en occidente.
Los altos mandos del Estado Mayor de China, habían quedado muy impresionados con la capacidad de ataque y la potencia, de los modernos caza occidentales F-4 Phantom desde su aparición en la guerra de Vietnam y por el despliegue en Europa, de modernos aviones de ataque como el anglo-francés SEPECAT Jaguar, el caza supersónico francés Dassault Mirage F1 y el nuevo proyecto del bombardero pesado Panavia Tornado, por lo que necesitaban añadir en el inventario de su Fuerza Aérea, un avión de ataque con similares prestaciones, capacidad, alcance y velocidad.
Los técnicos se inspiraron en el proyecto anglo-francés, del avión de ataque ligero SEPECAT Jaguar, pero con la finalidad de construir un avión más grande y pesado, con mayor capacidad de carga de armas y mayor alcance en combate; para poder lograrlo con éxito, tomaron los potentes motores gemelos de turbina de los caza pesados F-4 Phantom, en servicio en Inglaterra y la idea original, de instalar los misiles de combate Aire-aire de corto alcance en las puntas de las alas, al estilo de los caza Dassault Mirage F1 de Francia y el nuevo caza bombardero occidental Lockheed Martin F-16 Fighting Falcon que ya estaba siendo fabricado en serie con éxito por Estados Unidos.
En 1977, el despliegue del nuevo JH-7 como un bombardero bimotor de peso medio, fue oficialmente autorizado por el gobierno chino, siendo elegida como planta propulsora el potente turbofán Rolls-Royce Spey Mk 202 (el potente motor de la versión británica del F-4 PHANTOM), siendo importados 50 ejemplares de estos modernos, eficientes y potentes motores gemelos, en la década de los años 80 de Inglaterra, suficientes para equipar a una primera serie de construcción de 25 aviones de ataque, esto se realizó conjuntamente con la empresa fabricante de los motores Rolls Royce, a los efectos de poder comprar la patente de fabricación y en el futuro, poder construir localmente el motor de turbina, para poder equipar a estos grandes aviones de ataque y después de arduas negociaciones, lograron hacerlo con éxito.
Sin embargo, las necesidades de la aviación militar y naval china, eran muy diferentes, la aviación naval china necesitaba una plataforma de ataque marítimo de base en tierra, que pudiese lanzar el nuevo misil antibuque chino YJ-8/C-801 de largo alcance, equivalente al misil francés MBDA Exocet probado en combate en la guerra de las Malvinas; mientras que los requerimientos de la aviación militar eran mucho más exigentes, requerían un avión de ataque polivalente de diseño multipropósito, que pudiese operar a alta velocidad, enfrentar a otros aviones caza enemigos en combates aéreos con misiles de corta distancia, media distancia y larga distancia, fuera del rango visual del piloto, que también tenga capacidad de atacar objetivos en tierra, misiones de combate con penetración a baja altitud y en cualquier condición meteorológica, lanzar bombas convencionales de caída libre y las nuevas bombas guiadas, alta resistencia a las ECM y equipamiento electrónico de mejor nivel, para combatir contra otros aviones caza a mayor velocidad y altitud, como un avión de combate polivalente de diseño multipropósito. 
Debido a estas grandes diferencias, la versión de la aviación militar (el H-7) fue pospuesta, en cambio, la aviación naval necesitaba de forma urgente, un nuevo avión de ataque y plataforma de largo alcance, de posible actualización en el futuro sin costes extensivos, por lo que prosiguió el programa adelante con el nombre de JH-7, para construir un avión de ataque más pesado, de diseño bimotor, de cabina biplaza y con más capacidad, para transportar armas de largo alcance y combustible, en tanques de combustible internos y externos.
Seis prototipos fueron construidos a lo largo de 1987, el primer vuelo fue el 14 de diciembre de 1988, una primera serie de 18 ejemplares (1° Batch sn# 81x6x) fueron construidos para 1992, siendo entregados a la 6° división naval en la Base Aérea de Dachang, en Shanghái, estos ejemplares fueron extensamente utilizados para pruebas de vuelo, test operacionales y modificaciones posteriores, siendo un avión relativamente nuevo en el inventario de la Fuerza Aérea de China y poco conocido en occidente.
El armamento inicial consistía en poder transportar 2 o 4 pesados misiles de ataque naval YJ-8/C-801 fabricados en China y comparables al misil francés MBDA Exocet, y 2 misiles PL5B AAM en las puntas de las alas para defensa, en misiones de escolta de otros aviones de combate y una capacidad, de transportar hasta 20 bombas convencionales de caída libre de 250 kg, en los 4 pilones de carga de armas bajo las alas (2 bajo cada una), y un potente cañón cañón de 23 mm de construcción bajo licencia de Rusia y con una capacidad de 300 proyectiles almacenados, para poder operar como avión caza en combates dog-fighting (combate aéreo cercano) contra otros aviones caza, ofreciendo las primeras características de un caza polivalente de diseño multipropósito, de largo alcance.
Su moderno equipamiento, incluye un moderno Radar Plano AESA de gran tamaño en su cono delantero 232H Eagle Eye multimodal; un radio altímetro WG-5A y un sistema de navegación Doppler 210; sistemas EW RW1045; un jammer/sistema de atasco activo ante enemigos 960-2 para poder rastrear varios objetivos y operar, como un avión guía de ataque a otros aviones caza, que volarían juntos en forma de escolta para crear un perímetro de combate y permitir el ataque de los bombarderos, y un jammer/sistema de atasco pasivo 914-4G, aparte de un girocompás y sistema estabilizador HZX-1B, y diferentes tipos de contenedores Pod de información que puede transportar bajo el fuselaje central, comparable a un moderno caza occidental de Cuarta generación de cazas de reacción.
Las características operacionales de la nave resultante, fueron complicadas y uno de los primeros prototipos de pruebas de vuelo, se estrelló muriendo sus dos tripulantes, esto unido a presiones del gobierno de Estados Unidos, para que no se otorgase la licencia de fabricación de los modernos y potentes, motores de turbina de los F-4 Phantom fabricados en Inglaterra por la empresa Rolls-Royce, hicieron tambalear todo el proyecto, hasta el punto en que se pensó en occidente, que este proyecto se había cancelado y el avión nunca se construyó en serie.
Durante varios años, se pensó en occidente, Europa, Japón y Corea del Sur, que el programa había sido cancelado, por las dificultades de su diseño, hasta que un nuevo y mejorado JH7 fue revelado al público y a la prensa internacional, en un ejercicio naval en octubre de 1995, lanzando misiles navales antibuque de largo alcance y cumpliendo con éxito, el rol de bombardero naval pesado de base en tierra, misión para la que fue originalmente concebido. 
La primera unidad operativa (y única de este modelo) de JH-7 de preproducción, para pruebas de vuelo, no fue totalmente operacional hasta 1998, donde se inició la construcción en serie para equipar al (16° regimiento de la Aviación Naval, 6° div, Serial Nº81x6x), siendo un moderno avión de ataque y bombardero naval, relativamente nuevo en el inventario de la Fuerza Aérea de China y poco conocido por otros países de Europa, así como por las Fuerzas Militares de Japón y Corea del Sur.

### JH-7A Flying Leopard II (1994-1999)

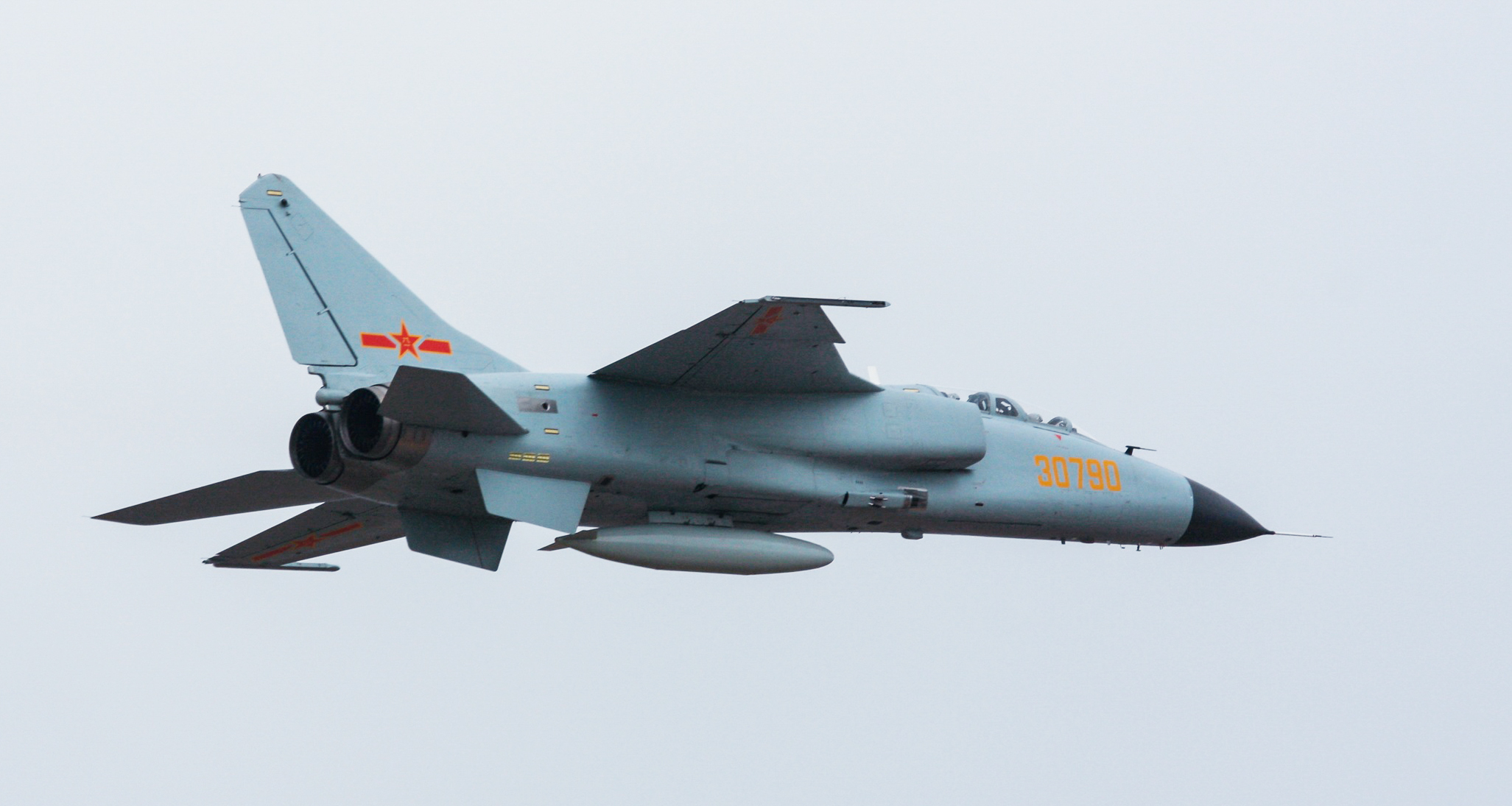
Un Xian JH-7A volando en 2008

Sin embargo, el accidente inicial en las primeras pruebas de vuelo y los sucesos de 1994, cambiaron los hechos de mantener su construcción pospuesta, al constatar la grave y continua inferioridad, en medios y capacidades aéreas de China, comparable con otros aviones occidentales, como el nuevo cazabombardero ligero Lockheed Martin F-16 Fighting Falcon y el moderno bombardero europeo más pesado Panavia Tornado, que ya estaban siendo fabricados en serie, se determinó dar un nuevo impulso al proyecto original del avión de ataque JH-7 y a todo proyecto autónomo, como los nuevos cazabombarderos J-7 y J-8, al ser la única plataforma de ataque nacional, disponible para uso con armamento local, por lo cual su necesidad se hizo imperiosa, hasta tal punto que se le dio carácter de prioridad nacional. 
Desde 1995, el consorcio XAC (Xi'an Aircraft Corporation) y el Instituto 603, de estudios aeronáuticos y militares de Defensa del Pueblo, comenzaron a trabajar intensamente en mejorar el diseño del avión de ataque JH-7, reforzando la estructura alar, modificando las alas y agregándoles, un nuevo pilón de carga de armas bajo cada ala; modificando el diseño de la cola de la nave, con dos nuevos estabilizadores horizontales, instalados bajo los motores gemelos, el anterior diseño (tenía uno central) en forma similar al caza europeo Panavia Tornado y con nuevos equipos electrónicos instalados fácilmente, gracias a su gran tamaño y espacio interno, incluyendo un nuevo y potente Radar LETRI JL-10ª.(se desconocen sus capacidades reales, pero se las considera semejantes a la de su similar ruso el Zhuk-N010).
Un nuevo sistema de navegación Blue Sky (Sistema de POD de navegación y alerta de baja altitud, comparable al moderno sistema norteamericano LANTIRN); un nuevo sistema FBW/INS; un sistema de navegación GPS; un nuevo Bus de Datos y computadoras de vuelo instaladas bajo la cabina de mando, que por su gran tamaño, permite la instalación de nuevos equipos electrónicos con mejoras (Up-grade), todo esto, unido a la existencia de nuevo armamento nacional y la capacidad, para usarlo con los misiles YJ-81, y los nuevos misiles de largo alcance YJ-82, y el YJ-83 de ataque a superficie, navales anti-barcos de rango extendido, los nuevos misiles antirradar KH-31P para ataque a tierra, así como los misiles PL-9C y SD-12 AAM(VBR) para combate Aire-aire contra otros aviones caza. 
Ante la imperiosa necesidad de China, de poner en servicio al nuevo y mejorado bombardero, ahora comparable a un caza polivalente de diseño multipropósito JH7-A, que puede atacar y defender, se adquirió a Inglaterra un segundo lote de 90 motores turbofán, de las potentes turbinas del F-4 Phantom, de todos los caza F-4 Phantom dados de baja en el inventario de Inglaterra, que estaban siendo reemplazados en forma programada por el nuevo bombardero inglés Panavia Tornado, fabricado en serie para misiones de ataque a tierra, para poder completar los nuevos escuadrones de aviones de ataque naval mejorados JH7-A, lo más pronto posible.
La Aviación Naval china, necesitaba urgentemente nuevos aviones de ataque de largo alcance y una segunda serie, de aproximadamente 19 aviones más, fue asignada rápidamente a su arsenal (del 2° lote, Serial Nº82x6x) al 17° regimiento de la 6° división naval.
Un tercer lote de aviones, está siendo asignada actualmente (del 3° lote, Serial Nº83x6x), informaciones todavía no confirmadas, indicarían que actualmente se están entregando al 27° regimiento de la 9° división de la Aviación Naval (Serial Nº83x6x).

### FBC-1 PLAAF (1999-Actualmente)
Ante la mejora del rendimiento del nuevo y mejorado JH7-A, la Fuerza Aérea del Ejército Popular de Liberación (PLAAF) decidió reanudar el programa FBC-1 de un avión caza Polivalente de diseño Multipropósito para equipar a la Fuerza Aérea, la nueva versión para la PLAAF tiene más pilones de carga de armas bajo las alas (11 en total), al igual que la anterior versión puede transportar misiles de combate "Aire-aire", para combatir contra otros aviones caza enemigos; el nuevo radar LETRI JL-10A y la capacidad de usar armas inteligentes.
Esta nueva versión del JH7-A, llamada también FBC-1 tiene varios prototipos de pruebas de vuelo construidos, modelo (810,811) y su primer vuelo fue en julio del 2002, según informaciones no confirmadas, la PLAAF tiene la idea de usar los nuevos caza bombarderos con varias mejoras Up-grade, como apoyo de los caza de superioridad aérea Su-30 MKK soviéticos, construidos bajo licencia en China, conformando la dupla del "Ala de combate" de los Su-30, para la primera línea de batalla, volando junto al nuevo y mejorado FBC-1 para la segunda línea de batalla.
Una nueva motorización, el potente motor de turbina WS-9 Qin-Ling totalmente fabricado en China, una copia con la patente de producción con muchas mejoras de fabricación china del turbofán Rolls Royce, que reemplazaría al motor importado original Rolls-Royce Spey Mk 202, el turbofán de los originales caza F-4 Phantom de Inglaterra, que equipa a los nuevos ejemplares de la Aviación Naval china, siendo certificado en el 2003 para su uso y estando actualmente en producción en serie, equipa a los nuevos modelos de esta aeronave construidos más recientemente, siendo el nuevo surgimiento del afamado caza occidental F-4 Phantom que todavía continúa siendo un caza difícil de enfrentar en un combate aéreo moderno.
Actualmente, una nueva versión especial para "exportación" llamada FBC-1B con varias mejoras Up-grade y moderno equipo electrónico de batalla, está siendo desarrollada para ofrecerlo como un caza pesado Polivalente de diseño Multipropósito, de bajo costo para equipar a la Fuerza Aérea de países emergentes, que necesiten aviones de combate para ataque naval de base en tierra, misiones de patrulla marítima, escolta de barcos guarda costas, barcos mercantes, control del narcotráfico, contrabando, lucha contra el terrorismo, bombardear campamentos de terroristas y la defensa de la soberanía nacional.
El primer lote del nuevo y totalmente mejorado, caza bombardero Polivalente de diseño Multipropósito FBC-1B, con los nuevos motores de turbina totalmente fabricados en China, derivados de los motores originales del afamado caza occidental F-4 Phantom está siendo entregado en el 82° regimiento de la 28° división de la Fuerza Aérea China (Serial Nº2xx9x) que hasta el momento dispone de 3 regimientos completos de aeronaves de este modelo, siendo desplegado en reemplazo de los anteriores aviones de ataque Q-9 en uno de los 3 regimientos que todavía los opera.
Podrá transportar varios equipos electrónicos dentro de su fuselaje de gran tamaño, en la cabina de mando y en el exterior, los nuevos sensores electrónicos podrán estar incorporados en una sola vaina aerodinámica, en forma de un misil Pod de información en un pilón de carga de armas y proporcionar a la tripulación del avión de combate, toda la información del campo de batalla, con la flexibilidad necesaria para realizar múltiples misiones de ataque y tareas, que incluyen una nueva mira láser para lanzar bombas guiadas por láser, que permite la detección in-situ de las misiones de cooperación con la clasificación de objetivos. Láser de marcado para las misiones de cooperación con gafas de visión nocturna en el caso del piloto. 
La realización de vuelos de bajo nivel de noche (de navegación) para misiones de ataque de penetración profunda en forma furtiva, con el Radar principal apagado para no ser detectado. Vuelos rasantes a nivel del mar para ataque naval con nuevos misiles supersónicos de largo alcance, en forma similar a las misiones de ataque del bombardero francés Dassault-Breguet Super Étendard, que revolucionó el combate naval moderno en la guerra de las Malvinas.
Seleccionar el Punto de igualdad de oportunidades y la zona Tracker-Tracker inercial, para informar al avión escolta que el computador seleccione como mejor posicionado para el ataque. 
Identificación de objetivos aéreos más allá del Rango Visual. Detección / reconocimiento / identificación de avión amigo o enemigo; designación láser de blancos de superficie. Precisión de entrega de bombas guiadas por láser, municiones guiadas por satélite GPS, las bombas de racimo y de propósito general, misiles de largo alcance "Aire-aire", misiles de ataque "Aire-tierra" y lanzar misiles "Aire-superficie" navales antibuque, y poder filmar, la evaluación de daños para un análisis fiable de la misión de batalla. Integración de la capacidad de información a todos los aviones del "Ala de combate" y a la Base de mando en tierra en tiempo real.

## Diseño
Avión cazabombardero de largo alcance, pesado y de diseño bimotor, con grandes alas extendidas para mejorar su performance de vuelo a media y baja altitud, donde el aire es más denso, húmedo y pesado; concebido desde su inicio para tener una cabina biplaza. El piloto y operador de sistemas de radar, se sientan en tándem, uno delante de otro en cabinas independientes, en forma similar al afamado caza occidental McDonnell Douglas F-4 Phantom II.
Tiene solamente un timón vertical de profundidad, grande y alargado, instalado en el centro de los motores gemelos, en forma parecida al cazabombardero bimotor General Dynamics F-111 Aardvark, para poder obtener mayor capacidad de giro que otros aviones de ataque pesados; las alas principales son más grandes para poder controlar mejor la nave a media y baja altitud, tiene un avanzado diseño aerodinámico para mejorar su maniobrabilidad; puede efectuar misiones de guía de ataque de otros aviones de combate, por su radar de gran tamaño, instalado en el radomo delantero de la nave; puede transportar equipo electrónico y los nuevos contenedores en forma de vaina aerodinámica Pod de información, para efectuar con éxito varias misiones de patrulla aérea, merodeo, observación, escolta, avión de alerta temprana y guía de ataque, de otros aviones de combate; misiones de Avión de ataque a tierra, ataque profundo dentro de territorio enemigo, Apoyo aéreo cercano, ataque naval y combate aéreo contra otros aviones caza.
Tiene un tren de aterrizaje alto, grande y pesado, con dos ruedas a cada lado, que se guardan en un foso bajo el fuselaje central y se retraen hacia adelante; el tren de aterrizaje delantero tiene dos ruedas y se retrae hacia atrás bajo la cabina de mando, para poder transportar una gran cantidad de armas, bombas convencionales, bombas guiadas por láser, misiles de largo alcance, grandes depósitos de combustible interno y en 3 tanques externos de combustible, 1 bajo el fuselaje central y 2 bajo las alas, y poder aterrizar fácilmente, en aeropuertos comerciales, carreteras y bases militares sin pistas de aterrizaje especiales.
Está equipado con un moderno radar, aviónica avanzada; equipo electrónico para misiones de ataque naval y ataque a tierra; un nuevo radar de seguimiento de terreno; computadoras de control de vuelo para diferentes misiones de combate; puede transportar diferentes contenedores Pod de información bajo sus grandes alas y el fuselaje central, para misiones en todo tipo de clima y vuelo nocturno, lanzar misiles navales antibuque de largo alcance tipo MBDA Exocet, bombas guiadas por láser, Bomba inteligente y Misil de crucero de ataque a tierra, en forma similar al avión de ataque bimotor y de cabina biplaza Panavia Tornado de Inglaterra, que lo califica como un avión de combate de Cuarta generación de cazas de reacción, relativamente nuevo en el inventario de la Fuerza Aérea de China y poco conocido en occidente.
Es el avión de ataque supersónico de largo alcance, más moderno y grande construido en China, con más de 20 metros de largo, comparable en tamaño con el caza escolta de largo alcance y cabina biplaza Mikoyan MiG-31, en servicio en la Fuerza Aérea de Rusia, pero las alas principales son más grandes, extendidas, adelantadas y tienen, un nuevo diseño mejorado en pruebas de túneles de viento y computadoras, con un borde de ataque especial, grandes alerones y flaps, para poder controlar mejor la nave a baja altitud y velocidad, aterrizar en pistas cortas de bases aéreas y carreteras, efectuar misiones de ataque naval con vuelos rasantes sobre el mar, superando ampliamente la maniobrabilidad de otros aviones pesados.
Las toberas de ingreso de aire a los motores, tienen un diseño tubular único en su tipo, son amplias y especialmente diseñadas, para poder obtener mayor maniobrabilidad y control de la nave, giros cerrados, mejor performance de vuelo a media y baja altitud, donde el aire es más denso, húmedo y pesado, superando el performance de vuelo de otros aviones pesados, para misiones de penetración profunda dentro de territorio enemigo, como un Avión de ataque a tierra, ataque naval y misiones de guía de ataque, en todo tipo de clima y vuelo nocturno, como las misiones de ataque en profundidad del bombardero occidental A-6 Intruder en la guerra de Vietnam.
Por el diseño de sus alas en flecha, grandes y extendidas, la potencia de sus motores gemelos, la estabilidad que ofrece y la capacidad para transportar armas pesadas, es un avión de combate ideal para misiones de ataque a tierra a baja altitud, patrulla marítima, apoyo a guarda costas, lucha contra el narcotráfico, contrabando, terrorismo, interdicción aérea contra aviones de transporte de contrabando de drogas, atacar barcos enemigos, localizar, interceptar y derribar, aviones y helicópteros no identificados, que ingresen al espacio aéreo nacional y atacar campamentos de terroristas, en todo tipo de clima y vuelo nocturno.
Las versiones más modernas, pueden efectuar operaciones de combate aéreo contra otros aviones caza, transportando misiles para combate "Aire-aire", instalados en los pilones de carga de bombas bajo las alas; tiene un moderno visor HUD sobre el panel de control, grande y con información completa al piloto, comando de vuelo HOTAS para controlar las armas y la potencia de la nave desde la palanca de mando, superficies de control de vuelo Digital por cables fly-by-wire; puede disparar un cañón instalado al costado derecho del fuselaje central para combate cercano dogfight contra otros aviones caza, lanzar varios tipos de misiles Aire-aire de corto alcance, medio alcance y largo alcance, para combates más allá del rango visual del piloto, puede lanzar bengalas de distracción de misiles rastreadores de calor y transportar equipo electrónico de interferencia de radar, contenedores externos Pod de información con varios equipos electrónicos, sensores, mira láser, para misiones de combate aéreo, ataque a tierra y ataque naval al mismo tiempo.
Su moderno diseño aerodinámico, especialmente concebido desde su inicio para misiones de ataque a baja altitud, donde se necesita una configuración especial de las alas, porque el aire es más denso, húmedo y pesado, tiene incorporado dos grandes aletas ventrales, que sirven como estabilizadores horizontales bajo los motores gemelos, para tener mejor performance de vuelo a media y baja altitud, estabilidad durante las maniobras de ataque y evitar derrapes laterales, durante los despegues y aterrizajes, comparables a las del afamado caza occidental Lockheed Martin F-16 Fighting Falcon. Puede desplegar un paracaídas de aerofreno instalado en un pequeño radomo trasero, entre los motores gemelos, para poder aterrizar en pistas cortas de aeropuertos comerciales, bases militares aéreas y carreteras, en forma similar al diseño operativo del bombardero SEPECAT Jaguar fabricado en Inglaterra, que es la base de su concepto como bombardero.
Debido a su gran capacidad de transporte de combustible, en grandes depósitos internos de combustible y la capacidad, para transportar 1 tanque de combustible externo bajo el fuselaje central y 2 tanques bajo las alas, por su largo alcance en combate y autonomía de vuelo de más de 800km., no se conoce si tiene instalada una sonda de reabastecimiento aéreo de combustible, para aumentar más su alcance, pero puede ser instalada fácilmente con una mejora Up-grade en el futuro, si el país comprador así lo solicita.

## Historia operacional

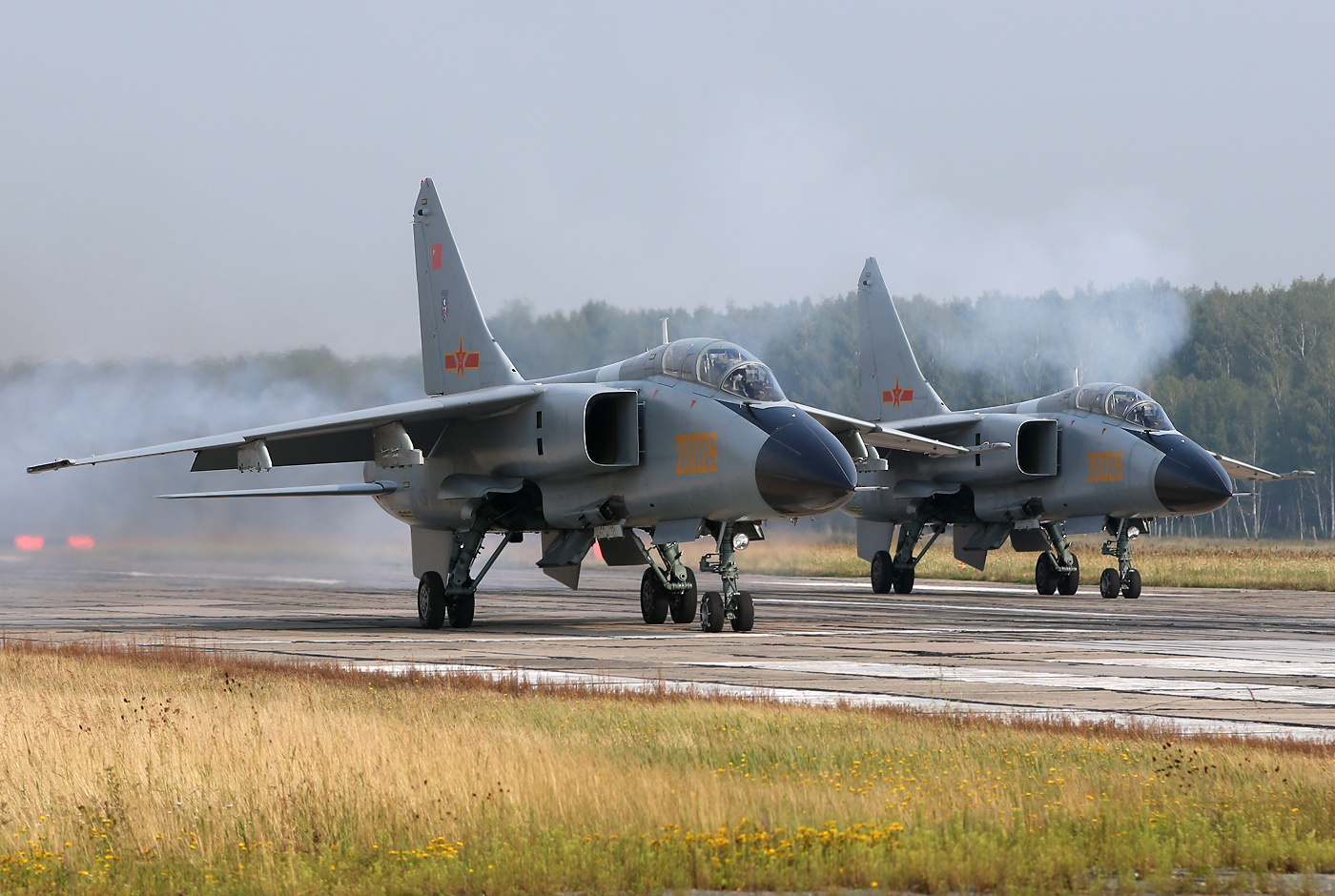
Dos JH-7A en la base aérea Cheliábinsk Shagol, año 2013.

En su primer vuelo el 14 de diciembre de 1988, mientras se dirigía de regreso al aeropuerto para aterrizar, los motores del prototipo JH-7 repentinamente comenzaron a vibrar violentamente. El piloto de pruebas Huang Bingxin () decidió hacer un aterrizaje de emergencia, pero cuando se acercó al aeropuerto, la vibración fue tan grande que dos tercios de los instrumentos habían sido sacudidos del panel de instrumentos, y todos los conectores del tercero restante todavía unido al panel también se había sacudido, así que ninguno de los instrumentos funcionó; No obstante, el piloto logró finalmente aterrizar el prototipo de forma segura.
El 8 de junio de 1991, un prototipo JH-7 repentinamente comenzó a perder combustible a una alta tasa. Lu Jun (卢军), un piloto de pruebas chino entrenado en Rusia, logró hacer un aterrizaje de emergencia seguro cuando la reserva de combustible había bajado a poco más de 30 litros. Tres años después, el 4 de abril de 1994, un prototipo JH-7 se estrelló durante un vuelo de prueba, matando a Lu.
El 19 de agosto de 1992, todo el timón de un JH-7 cayó repentinamente a una altura de 5,000 metros, mientras llevaba cuatro misiles en vivo. Contra las órdenes de desechar los misiles y abandonar el avión, el piloto de prueba decidió intentar un aterrizaje de emergencia. Usando principalmente el empuje diferencial de los dos motores, el piloto de pruebas Huang Bingxin (黄炳 新) regresó al aeropuerto e intentó realizar un aterrizaje de emergencia, pero un neumático en el lado de estribor explotó al aterrizar, lo que hizo que la aeronave se desviara del rumbo. Usando los frenos como control, el piloto de prueba hizo dos intentos antes de finalmente liberar el paracaídas drogue para finalmente detenerse de manera segura.
El JH-7A entró en servicio con la PLANAF a principios de 2004 y con la PLAAF a finales de año.
En 2007, los JH-7 se fueron al extranjero para participar en los ejercicios de "Misión de Paz" de la Organización de Cooperación de Shanghái (SCO). En abril de 2012, varios aviones JH-7 se unieron a un ejercicio naval conjunto Rusia-China en el este de China. En 2013, los JH-7 participaron en un ejercicio conjunto Rusia-China realizado en territorio ruso.
El 12 de marzo de 2019, un JH-7 se estrelló durante un ejercicio de entrenamiento en el condado de Ledong, Hainan, matando a dos pilotos a bordo. El accidente de la aviación de edad avanzada y de uso a gran altitud ocurrió durante un vuelo de entrenamiento de baja altitud, los pilotos dejaron la oportunidad de expulsar para evitar el área residencial densamente poblada y fueron asesinados cuando trataban de evitar una escuela; Su valentía como mártires por parte de los funcionarios locales.

## Variantes

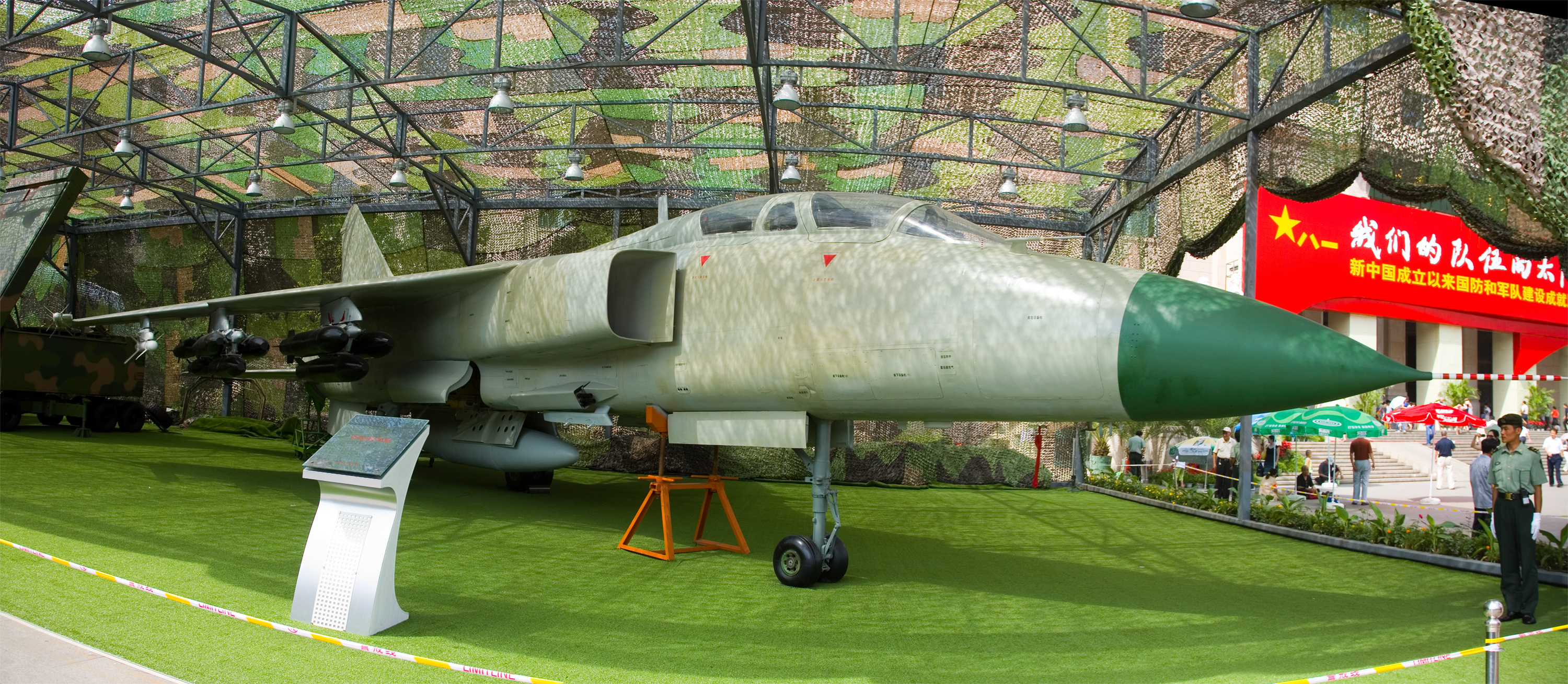
JH-7A en el Museo Militar de Beijing durante la exposición "Nuestras tropas hacia el sol".

Es presentado con cuatro variantes disponibles, JH-7A, JH-7B, el mejorado FBC-1 y el nuevo FBC-1A Leopardo volador II. 

### JH-7A
El nuevo JH-7A es una versión mejorada del original bombardero JH-7, asignado como un bombardero naval de base en tierra, para equipar a la Fuerza Naval de China y defender las costas del país, el mar territorial y efectuar misiones de patrulla marítima, es el primer avión bombardero de China diseñado con equipo electrónico CAD, equipada con controles de vuelo Digital por cable fly-by-wire.

### JH-7B
El JH-7B es una versión mejorada del anterior bombardero JH-7A, para misiones de combate contra otros aviones caza, está armado con un cañón automático de 23 mm GSh-23L de doble cañón y puede escoltar a los bombarderos navales.

### FBC-1
El caza FBC-1 es una versión para exportación del anterior JH-7B, es un avanzado caza Polivalente de diseño Multipropósito, presentado por primera vez en 1998 y está disponible, con un moderno equipo electrónico, para volar junto al caza Su-30.

### FBC-1A
El nuevo FBC-1A es la última versión de este bombardero y está siendo probado con nuevos tecnologías, el piloto de la nave, tiene un moderno casco con sistema de visor de información a la vista del piloto, para designar los blancos empleando la vista, contra otros aviones caza y para seleccionar los blancos en tierra; tiene un nuevo visor HUD sobre el panel de control; una cabina de cristal con varias "Pantallas Planas" y una cubierta extendida, con un parabrisas de una sola pieza y el país comprador, puede seleccionar el tipo de radar y equipo electrónico que necesite, en una arquitectura de software abierto para poder realizar mejoras Up-grade en el futuro, instalar nuevos equipos electrónicos, otro radar y varios tipos de armamento, desarrollados en cada país comprador y ser compatible con armamento suministrado por otros países, para ahorrar costos operativos.
Está impulsado por el nuevo motor turbofán LM6 diseñado totalmente en China y específicamente para equipar esta aeronave, que cuenta con un empuje más poderoso que el último motor WS-10A del país. La entrada de aire del nuevo motor LM6 ha sido diseñado para ser menos visible y su exterior está revestido con materiales especiales, que pueden absorber las ondas electromagnéticas y de radar. El motor está preparándose para su producción en masa y se instalará en todos los cazabombarderos disponibles, junto con nueva aviónica y un radar de fase activa. Esta avanzada variante ha prestado servicio con tres batallones de la Armada y tres batallones de la fuerza aérea.

## Especificaciones

### Características generales
- Tripulación: 2 (Piloto y oficial de armas)
- Longitud: 22,32 m
- Envergadura: 12,8 m
- Altura: 6,22 m
- Peso vacío: 14.500 kg
- Peso máximo al despegue: 28.475 kg
- Planta motriz: 2× Turbofán Xian WS9.
  - Empuje normal: 54,29 kN (12.250 lbf) de empuje cada uno.
  - Empuje con postquemador: 91,26 kN (20.515 lbf) cada uno. de empuje cada uno.

### Rendimiento
- Velocidad máxima operativa (Vno): Mach 1,75 (2.160 km/h, 1.122 mph)
- Radio de acción: 1.759 kilómetros (890 nm, 1.093 millas)
- Alcance en ferry: 3.700 kilómetros (1.970 nmi, 2.299 millas)
- Techo de vuelo: 16.000 m (51.180 pies)

### Armamento
- Cañones: 1× GSh-23 doble tubo con 300 rondas.
- Puntos de anclaje: 9 (11 variante para exportación) 6 alas, 2 en puntas de alas, 1 bajo el fuselaje central. con una capacidad de 9,000 kg (20,000 lb) y 3 tanques de combustible externos, para cargar una combinación de:   
  - Cohetes: Cohetes de 57mm/90mm
  - Misiles: ** Misiles aire-aire:
  - 2x PL-5 Corto alcance
  - 4x PL-8 Medio alcance.
  - 2x PL-9 Largo alcance.
  - Misiles antibuque:
  - 2x Yingji-8K
  - 2x Yingji-82K
  - 2x Kongdi-88 (Ataque naval y ataque a tierra)
  - Misil antirradiación:
  - 2x Yingji-91

### Aviónica
- - Radar JL-10A
  - Sistema de navegación Blue Sky
  - Sistema de navegación y alerta de baja altitud
  - Sistema FBW/INS
  - Sistema de navegación GPS
  - Pod de información

## Futuro
Por ser un avión de ataque a tierra de largo alcance, relativamente nuevo en el inventario de China, que también puede efectuar misiones de combate contra otros aviones caza con éxito, puede ser ofrecido a otros países para su venta y completar el "Ala de combate", junto a otros aviones caza y funcionar como un avión "guía de ataque", y un avión de ataque naval de base en tierra, por su alcance en combate extendido, gran capacidad de transporte de combustible y armas.
Es ofrecido con un sistema de software abierto, para que los países compradores puedan instalar equipo electrónico, nuevos radares y utilizar armamento comprado en otros países, como los misiles navales MBDA Exocet de Francia, diferentes misiles para combate "Aire-aire" a Rusia, bombas guiadas a India y también a China, que se está convirtiendo en un nuevo proveedor de armamento en el mercado internacional, y podrá transportar además, armamento de fabricación nacional del país comprador.

### Desarrollos relacionados
- McDonnell Douglas F-4 Phantom II
- Sepecat Jaguar
- Panavia Tornado
- Mikoyan MiG-31
- Soko J-22 Orao

### Aeronaves similares
- SEPECAT Jaguar
- Panavia Tornado IDS
- Soko J-22 Orao
- General Dynamics F-111 Aardvark
- McDonnell Douglas F-15E Strike Eagle
- Grumman A-6 Intruder
- Dassault-Breguet Super Étendard
- Dassault Rafale
- Mikoyan MiG-27
- Sukhoi  Su-24
- Sukhoi Su-25
- Sukhoi Su-34
- Mikoyan MiG-31